# Kraftwerk 2
Kraftwerk 2 ist das 2. Album der Band Kraftwerk, es erschien im Januar 1972.

## Hintergrund
Kraftwerk 2 wurde komplett von Florian Schneider und Ralf Hütter geschrieben.
Anders als bei den späteren Kraftwerk-Alben wurde dort nicht mit Synthesizern gearbeitet. Die Hauptinstrumente sind in diesem Album elektrische Gitarre, Bassgitarre und Violine.

## Cover
Das Cover zeigt, wie bei Kraftwerk und Ralf und Florian einen Leitkegel, nur steht hier Kraftwerk 2 und der Kegel ist in Weiß und Leuchtgrün gestreift.

## Veröffentlichung
In Deutschland erschien es als normale Schallplatte, in Großbritannien erschien es im März 1973, also erst über einem Jahr später bei Vertigo Records zusammen mit dem ersten Album als Doppel-LP. Die ersten drei Kraftwerk Alben und Tone Float von der Vorgängerband Organisation sind bis heute nie offiziell als CD erschienen. Das Album wurde Ende der 1970er Jahre als Musikkassette veröffentlicht.

## Mitwirkende
- Ralf Hütter: Orgel, elektrisches Klavier, Bass, Rhythmusmaschine, Glocken, Harmonika
- Florian Schneider-Esleben: Flöten, Geige, Gitarre, Mischpult, Glocken
- Konrad Plank: Toningenieur

## Titelliste

### Seite 1
1. Kling-Klang – 17:36
2. Atem – 2:57

### Seite 2
1. Strom – 3:52
2. Spule 4 – 5:20
3. Wellenlänge – 9:40
4. Harmonika – 3:17